# Aorsos
Els aorsos (en llatí: aorsi) van ser un poble de Sarmàcia, segons Tàcit, nombrós i poderós tant a Europa com a Àsia, que vivien, diu Claudi Ptolemeu, entre el Bàltic (Golf Vèdic) i les muntanyes Ripeanes (a l'est de Prússia), al sud dels agatirsos, al nord dels pagirites, i probablement emigrats de la regió entre la mar Càspia i el riu Iaxartes.
Apareixen a la història quan vivien entre el riu Tanais, el Caucas i la mar Càspia, segons Estrabó, que diu que ells i els síracs eren escites. Alguns d'ells eren nòmades, i altres vivien en tendes de campanya i conreaven la terra. El seu rei Espadines va ajudar a Farnaces del Bòsfor amb dos-cents mil genets, mentre els seus veïns i parents, els síracs, del que era rei Abeac, només van ajudar amb vint mil. Els aorsis que vivien més al nord, ocupaven la major part de la costa del Caspi i comerciaven amb mercaderies que provenien de l'Índia i de Babilònia, que portaven amb camells des de Mèdia i Armènia. Eren rics i portaven adorns d'or.
L'any 50 van ajudar el rei Cotis I i als romans amb un cos de cavalleria, contra el rebel Mitridates, rei del Bòsfor, que tenia l'ajut dels síracs. La identificació feta per alguns historiadors entre els aorsos i els àvars no s'ha pogut establir.